# Château du Mägdeberg
Le château du Mägdeberg est un château fort médiéval en ruine situé sur la colline du Mägdeberg (littéralement Mont de la Madeleine), dans le Hegau. Il a été fondé en 1235 par l'abbaye de Reichenau.